# Світличний Роман Петрович
Роман Петрович Світличний (нар. 4 січня 1986, Вовчанськ, Харківська область УРСР) — український футболіст, півзахисник.

## Життєпис
Вихованець вовчанської спортшколи. Влітку 2004 року перейшов до харківського «Металіста». Футбольну кар'єру гравця розпочав 31 липня 2004 року в складі «Металіста-2» (Харків). У Вищій лізі дебютував 16 червня 2005 року в матчі проти дніпропетровського «Дніпра» (0:2), Світличний вийшов на 85 хвилині замість Костянтина Ярошенка. Другу й останню гру за «Металіст» в чемпіонаті України провів 17 червня 2007 року також у матчі проти дніпропетровського «Дніпра» (0:2). У січні 2008 року в складі «Металіста» відправився на збори в Ізраїль. Влітку 2008 року перейшов у «Кримтеплицю» з Молодіжного, на правах оренди. У лютому 2009 року став повноцінним гравцем «Кримтеплиці». Влітку 2009 року перейшов у молдовську «Іскру-Сталь». У чемпіонаті Молдови дебютував 29 липня 2009 року в виїзному матчі проти «Зімбру» (3:1). 8 липня 2010 року підписав контракт з армянським «Титаном». З 2012 по 2015 рік виступав в охтирському «Нафтовиком-Укрнафти». В середины червня 2015 року залишив охтирську команду У 2015 році Роман Світличний провів сезон, граючи в ФК «Вовчанськ» в першості Харківської області серед аматорських команд. Восени 2016 року захищав кольори мальдівського ФК «Грін-Стрітс». Наприкінці лютого 2017 року підписав контракт з клубом Першої ліги «Інгулець», також виступав за фарм-клубу петрівчан — «Інгульця-2». Наприкінці листопада 2017 року на правах вільного агента залишив «Інгулець» Наприкінці грудня 2017 року підписав контракт з луцькою «Волиню».

## Досягнення
- Прем'єр-ліга
  -  Бронзовий призер (1): 2007

- Національний дивізіон Молдови
  -  Срібний призер (1): 2010